# Tomás Soley Güell
Tomás Soley Güell (San José, 17 de enero de 1875 - 14 de enero de 1943), fue un economista e historiador costarricense.

## Biografía
Era hijo de Tomás Soley Estrada y Magdalena Güell Pérez, una pareja adinerada. Era primo del periodista y político Rogelio Fernández Güell (1883-1918) –ocho años menor que él,– quien fue asesinado debido a su oposición a la dictadura de Federico Tinoco Granados.
Estudió en Barcelona, Cataluña junto con su hermano Carlos Soley Güell. En los años 1899 y 1900 jugó al fútbol en el club FC Barcelona en España junto con su hermano.
Se casó el 15 de junio de 1900 con la española Carolina Carrasco Escobar originaria de Nerja.
Entre 1919 y 1920 se desempeñó en San José como director de correos. De 1920 a 1922 fue diputado del Congreso. Fue el gestor del proyecto de ley para dar a Costa Rica una Dirección General de Servicio Civil que regulara el empleo público. De 1920 a 1921 colaboró en el proyecto de ley para establecer la Caja de Conversión. En 1924 –durante la presidencia de Ricardo Jiménez Oreamuno– propuso la creación de un monopolio de seguros del Estado: se creó así el Banco Nacional de Seguros, que en 1948 pasó a llamarse Instituto Nacional de Seguros.